# Mathcore
Mathcore (auch Chaoscore) ist eine Musikrichtung, die sich aus Post-Hardcore, Jazzcore, Extreme Metal sowie Einflüssen aus Free Jazz, Industrial Metal, Progressive Metal, Metalcore und Technical Death Metal Anfang der 1990er Jahre in den USA entwickelte. Der Stil ist für seinen hohen Grad an technischem Anspruch an den Musiker bekannt.
Das Subgenre wurde von Bands wie Botch, Kiss It Goodbye, Converge, Rorschach und Training for Utopia begründet und im Wesentlichen ausgestaltet.
Die Musik ist im Mathcore üblicherweise geprägt von dissonanten, technischen Riffs, komplexen Taktschemata und als hektisch wahrgenommenen Songstrukturen. Der Gesang ist in der Regel guttural und nicht klar verständlich; manche Bands nutzen auch Verzerrer für den Gesang.
Typische Mathcore-Songs halten sich an keine gängige Strophe-Refrain-Struktur und variieren in der Länge von wenigen Sekunden (sehr extrem bei The Locust, die sich vom Tempo her dem Grindcore annäherten) bis zu weit über 10 Minuten. Das Genre wurde auch von Genres wie Bluesrock und Free Jazz beeinflusst.
Inhaltlich lassen sich die Mathcorebands nicht auf eine gemeinsame Formel bringen. Während viele populäre Bands wie The Dillinger Escape Plan oft ironische Anteile verarbeiten, behandeln andere Bands wie Protest the Hero auch mythologische oder wie Norma Jean auch christliche Themen.

## Bekannte Mathcorebands
- Architects
- Between the Buried and Me
- Botch
- Car Bomb
- Converge
- Ion Dissonance
- Iwrestledabearonce
- The Dillinger Escape Plan
- Norma Jean
- Northlane
- Protest the Hero
- Rolo Tomassi
- SikTh
- Shai Hulud